# Gong Xiangyu
Pour les articles homonymes, voir Gong.
Gong Xiangyu est une joueuse chinoise de volley-ball née le 21 avril 1997 à Lianyungang, dans le Jiangsu. Elle a remporté avec l'équipe de Chine le tournoi féminin aux Jeux olympiques d'été de 2016 à Rio de Janeiro.